# Antonin Deloume
Jean-Antonin Deloume, né le 22 juin 1836 à Toulouse, et mort le 10 janvier 1911 à Pau, est un juriste français.

## Biographie
Agrégé à la faculté de droit d'Aix-en-Provence en 1866, il devient professeur à la Faculté de droit de Toulouse en 1878.
Mainteneur de l'Académie des Jeux floraux en 1886
Il est fait officier de l'Instruction publique en 1888.
Il est lauréat de l'Académie française (prix Thérouanne) et de l'Académie des sciences morales (prix Le Dissez de Pénaurin), en 1890, pour son ouvrage Les manieurs d'argent à Rome.
Deloume devient le secrétaire perpétuel de l'Académie de législation en 1895 et de l'Académie des sciences, inscriptions et belles-lettres de Toulouse. Il est pour beaucoup dans la détermination d'Ozenne de léguer l'Hôtel d'Assézat aux Sociétés savantes de Toulouse.
Il reçoit la Légion d'honneur en 1899.
Correspondant du Ministère, comité historique et scientifique, il est le doyen de la Faculté de droit de Toulouse de 1900 à 1906
Gendre de Charles Chesnelong, il est le beau-père de René d'Astorg.
L'impasse Antonin-Delorme, à Toulouse, est baptisé en son hommage.

## Publications
- Principes généraux du droit international en matière criminelle (1882)
- Société de Géographie de Toulouse : De Brazza, Stanley, Léopold II, roi des Belges : Le Droit des Gens dans l'Afrique équatoriale (1883)
- Les manieurs d'argent à Rome (1889), prix Thérouanne de l'Académie française en 1890
- Personnel de la Faculté de droit de Toulouse depuis la fondation de l'Université de Toulouse : Traité de Paris 1228-29. Bulle de 1233 (1890)
- Les manieurs d'argent à Rome jusqu'à l'Empire : les grandes compagnies par actions des publicains, les financiers maîtres dans l'État, les millions de Cicéron, les actionnaires, le marché, le jeu sous la République : étude historique (1890)
- Les manieurs d'argent à Rome jusqu'à l'Empire [Texte imprimé] : les grandes compagnies par actions des publicains, les financiers maîtres de l'Etat, les millions de Cicéron, les actionnaires, le marché, le jeu : étude historique (Deuxième édition corrigée et augmentée, 1892)
- Notice biographique sur M. Gustave Bressolles (1894)
- Les sociétés scientifiques et littéraires à l'Hôtel d'Assézat-Clémence Isaure (1897)
- Vue de Toulouse au XVIe siècle [Texte imprimé] : les Capitouls (1899)
- Aperçu historique sur la faculté de droit de l'Université de Toulouse : maîtres et escoliers de l'an 1228 à 1900 (1900)
- Histoire sommaire de la Faculté (1905)
- La passion de l' argent dans les instincts, les lois et les mœurs des romains : ploutocratie croissante jusqu'à l'empire (1908)
- Éloge de M. le Comte Fernand de Rességuier (1909)
- Rapport sur les travaux de l'Académie (1910)
- Éloge de M. Joseph Paget (1911)
- Mémorial de jurisprudence des cours royales du Midi, Tome quarante-deuxième contenant les livraisons des mois de janvier... juin 1841, : avec le texte des arrêts des autres cours royales et de la Cour de cassation, et un bulletin administratif contenant les arrêts notables du Conseil d'Etat en matière contentieuse, ainsi que ceux sur la grande voirie, la police de roulage, les élections..., etc.

## Sources
- Joseph Bressolles, Antonin Deloume : sa vie et ses travaux, Privat , 1912
- Notices d'autorité :   - VIAF
  - ISNI
  - BnF (données)
  - IdRef
  - LCCN
  - Pays-Bas
  - Pologne
  - Israël
  - NUKAT
  - Vatican
  - Portugal
  - WorldCat
- Ressource relative à la littérature :   - Académie française (lauréats)
- Ressource relative à la recherche :   - La France savante
- Ressource relative à la vie publique :   - base Léonore